# Dia Internacional de les Persones amb Discapacitat

Bandera de la Discapacitat és la bandera que representa les persones amb discapacitat i els seus drets.

El Dia Internacional de les Persones amb Discapacitat (en anglès: United Nations' International Day of Persons with Disabilities) és una jornada internacional que se celebra cada 3 de desembre per donar suport a les persones amb discapacitat. És gestionada per l'Organització de les Nacions Unides des del 1992, any en què la seva Assemblea General va fixar-ne el dia i els objectius en la Resolució 47/3.